# Campeonato Sudamericano de Baloncesto de 1941
El Campeonato Sudamericano de Baloncesto de 1941 corresponde a la novena edición del Campeonato Sudamericano de Baloncesto. Se llevó a cabo en Mendoza, Argentina, resultando campeón la selección de Argentina. Un total de 6 equipos compitieron, a pesar de que la II Guerra Mundial estaba en curso.

## Resultados
| Posición | Equipo    | Pts | W | L | PF  | PA  | Diff |
| -------- | --------- | --- | - | - | --- | --- | ---- |
| 1        | Argentina | 10  | 5 | 0 | 233 | 129 | +104 |
| 2        | Perú      | 9   | 4 | 1 | 224 | 167 | +57  |
| 3        | Uruguay   | 8   | 3 | 2 | 206 | 151 | +55  |
| 4        | Chile     | 7   | 2 | 3 | 190 | 208 | -18  |
| 5        | Brasil    | 6   | 1 | 4 | 187 | 208 | -21  |
| 6        | Paraguay  | 5   | 0 | 5 | 144 | 321 | -177 |

| Argentina | 32 - 17 | Perú     |
| Argentina | 33 - 25 | Uruguay  |
| Argentina | 51 - 32 | Chile    |
| Argentina | 51 - 26 | Brasil   |
| Argentina | 66 - 29 | Paraguay |
| Perú      | 37 - 36 | Uruguay  |
| Perú      | 46 - 36 | Chile    |
| Perú      | 48 - 28 | Brasil   |
| Perú      | 76 - 35 | Paraguay |
| Uruguay   | 48 - 27 | Chile    |
| Uruguay   | 32 - 30 | Brasil   |
| Uruguay   | 65 - 24 | Paraguay |
| Chile     | 48 - 36 | Brasil   |
| Chile     | 47 - 27 | Paraguay |
| Brasil    | 67 - 29 | Paraguay |

| Argentina         |
| Campeón Argentina |
| Tercer título     |